# Giuditta Pasta

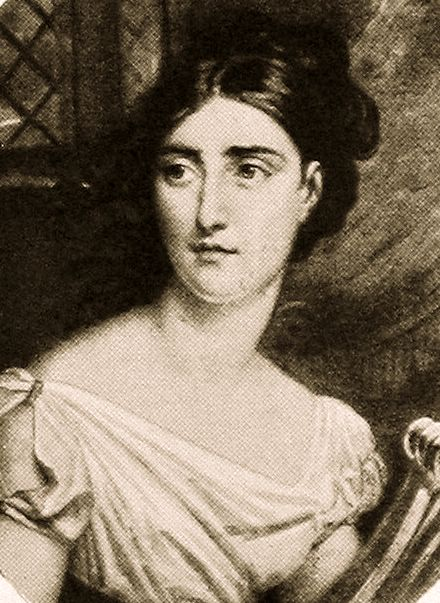
Giuditta Pasta

Giuditta Pasta, nascuda Negri (Saronno, 26 d'octubre de 1797 - Blevio, província de Como, 1 d'abril de 1865), va ser una soprano italiana.
Va debutar l'any 1815 a La Scala de Milà i el mateix any es va casar amb un advocat, tenor afeccionat, Giuseppe Pasta. Va imposar-se als escenaris italians, així com a París i a Londres, més pel seu carisma personal que per la seua veu, de la que es diu que mancava de puresa i perfecció tècnica. No obstant això, va superar les seues rivals amb les armes de la seua capacitat dramàtica, el seu fraseig i una gran extensió vocal. Va destacar en el papers de Bellini, Donizetti i Rossini, que se li adaptaven perfectament. Va estrenar l'òpera Norma, de Bellini, en el paper titular. També va crear el paper principal d'Anna Bolena de Donizetti a Milà (Teatro Carcano, 1830) i Amina (La sonnambula, 1831, Milà).
La seua tessitura estava més prop d'una mezzosoprano. Després de quasi quinze anys de carrera, va passar del registre de mezzosoprano al de soprano. Però l'esforç que va imposar a la seua veu en cantar en el registre agut, que no li era naturalment apropiat, li va arruïnar aviat les cordes vocals. A partir de 1833 va començar a rebre crítiques devastadores, que estimaven que la seua veu estava esgotada. Es va retirar l'any 1837, als 40 anys. Des de llavors cantà rares vegades, perquè la seva veu havia caigut molt. No obstant això, encara es feu aplaudir a Londres (1837) i a Sant Petersburg (1840).